# Bezzia fairchildi
Bezzia fairchildi är en tvåvingeart som beskrevs av Wirth 1983. Bezzia fairchildi ingår i släktet Bezzia och familjen svidknott.
Artens utbredningsområde är Florida. Inga underarter finns listade i Catalogue of Life.